# Footsoldier
Footsoldier (dt: Fußsoldat, Infanterist), auch bekannt als Rise of the Footsoldier, ist ein britisches Filmdrama aus dem Jahre 2007, das auf wahren Begebenheiten beruht. Erzählt wird die Geschichte eines Gangsters, der aus der Hooliganszene in die organisierte Kriminalität einsteigt. Der Film wurde mehrfach fortgesetzt und legte damit den Grundstein für die Rise of the Footsoldier-Filmreihe.

## Handlung
Der Hooligan Carlton Leach ist ab Mitte der 1970er Jahre mit seinen Kumpanen der Inter City Firm bei Spielen von West Ham United aktiv. Dabei steigt er durch Schlagkraft und Brutalität innerhalb der Hooligan-Hierarchie auf. Mitte der 1980er Jahre wird er als Türsteher angeworben. Durch seine Zuverlässigkeit bekommt er mehr Aufträge und ist auf Unterstützung angewiesen. Daher engagiert er einige seiner Hooligan-Freunde und später auch bekannte Schläger aus der Umgebung. Nach einer schweren Verletzung bei einem Auswärtsspiel beendet er die Karriere als Hooligan und konzentriert sich auf seine Arbeit bei der „Sicherheitsfirma“, die inzwischen jegliche Art von Aufträgen, wie Bestrafungen, Verhöre und den Schutz von Drogenhändlern übernimmt. Mit Aufkommen der Rave-Partys Ende der 80er Jahre steigen sie in den Drogenhandel ein.
Carlton lernt die Gruppe um Tony Tucker kennen, der eine bekannte Unterweltgröße ist. Durch ihn kommt er u. a. in Kontakt mit Anabolika. Als bei einem Drogendeal, den sie bewachen sollen, den türkischen Dealern Heroin im Wert von zehn Millionen Pfund verloren geht, beschuldigen die Türken Carltons Leute, das Heroin gestohlen zu haben. Nachdem sie die Freunde von Carlton drei Tage gefoltert haben, wissen sie immer noch nichts über den Verbleib des Heroins. Eddie, einer der besten Freunde von Carlton, überlebt die Folter zwar, ist aber danach so gebrochen, dass er sich wenige Tage danach das Leben nimmt. Als Carlton sich an den Türken rächen will, wird er in letzter Sekunde von Tony überzeugt, die Sache zähneknirschend auf sich beruhen zu lassen, da ein Krieg mit den mächtigen Türken sehr gefährlich wäre.
Nachdem Tony und seine Kollegen Pat und Craig aufgrund ihrer Drogensucht die Kontrolle verlieren und immer unvorsichtiger und brutaler bei ihren Verbrechen vorgehen, kommen Carlton Zweifel an seinem Tun. Er nimmt deswegen nicht an einem geplanten Überfall auf einen Drogentransport teil. Tony, Pat und Craig werden bei der Vorbereitung des Überfalls erschossen (sogenannter Dreifachmord von Rettendon). Daraufhin steigt Carlton aus der organisierten Kriminalität aus.
Im Abspann wird das weitere Schicksal der Personen beschrieben: Wegen des Mordes von Rettendon bekamen Mickey Steele und Jack Whomes dreimal lebenslänglich. Sie bestreiten die Tatbeteiligung, der Belastungszeuge Darren Nichols tauchte im Zeugenschutzprogramm unter, Carlton Leach nahm an einem Veteranentreffen der ICF teil und lebt jetzt mit seiner Familie in Essex.

## Produktion und Veröffentlichung
Der Film wurde 2007 von Carnaby International und Hanover Films unter der Regie von Julian Gilbey produziert. Das Drehbuch schrieben Julian Gilbey und Will Gilbey, die Musik komponierte Ross Cullum.
Rise of the Footsoldier kam am 7. September in Großbritannien in die Kinos, vertrieben von Optimum Releasing. In den USA folgte die Premiere am 1. Dezember 2008. Der Film erschien danach unter anderem in Finnland, Australien und den Niederlanden auf DVD, 2008 erfolgte die DVD-Veröffentlichung auf Deutsch bei Ascot Elite Home Entertainment.

## Fortsetzungen
Im Jahr 2010 erschien der Film Bonded by Blood, der von der deutschen Verleihfirma Ascot Elite irrtümlicherweise unter dem Titel Footsoldier 2 als Fortsetzung von Footsoldier angepriesen wurde. Jedoch ist dieser Film keine Fortsetzung, sondern eine Neuverfilmung, die schlichtweg teilweise die gleichen Schauspieler für die gleichen Rollen beinhaltet. In der Handlung jedoch spiegelt sich die Story weder als Prequel, noch als Sequel wider.
Am 1. Oktober 2015 wurde dann mit Return of the Footsoldier eine tatsächliche Fortsetzung veröffentlicht, deren Handlung wiederum ganz klar an Footsoldier anknüpft und auch Ricci Harnett kehrt wieder in der Hauptrolle des Carlton Leach zurück. Am 3. November 2017 erschien mit Rise of the Footsoldier III – Die Pat Tate Story von Zackary Adler eine weitere Fortsetzung, wobei diese inhaltlich auf Footsoldier aufbaut und den kriminellen Werdegang von Patrick „Pat“ Tate beleuchtet. Mit Rise of the Footsoldier: The Heist erschien am 8. November 2019 die offizielle Fortsetzung von dem Regisseur Andrew Loveday, in der Craig Fairbrass, Terry Stone und Roland Manookian erneut Teil der Besetzung sind. Am 3. September 2021 erschien mit Nick Neverns Rise of the Footsoldier – Origins der fünfte Teil der Footsoldier-Reihe der den Fokus auf das Leben von Anthony „Tony“ Tucker legt.

## Kritik
Der Film wurde von Kritikern sehr schlecht aufgenommen. Auf der Seite Rotten Tomatoes ist nur eine der sieben Kritiken positiv (14 %). The Guardian bezeichnete den Film „deprimierend“ und „klischeebeladen“. Das Time Out Magazin bezeichnet ihn als „abstoßend“ und bewertet ihn mit nur einem von fünf möglichen Punkten.